# 條辺剛
條辺 剛（じょうべ つよし、1981年6月8日 - ）は、徳島県阿南市出身の元プロ野球選手（投手）。引退後は実業家としてうどん店を経営している。

## 経歴・人物

### プロ入り前
小学校2年生の頃に野球を始め、小学校5年生の頃から投手を務める。阿南市立阿南第二中学校では、軟式野球部に所属した。徳島県立阿南工業高等学校では当初は伸び悩んでいたものの、2年の秋より練習に打ち込んだ成果もあり、3年の春には球速がアップしていたという。しかし、スカウトの間では野手としての評価が高かった。1999年度ドラフト会議にて読売ジャイアンツ（巨人）から5位指名を受けて入団。150km/h近いストレートが持ち味であったものの、投手としては2年間一軍での登板がなければ野手転向となる条件付きであった。

### プロ入り後
2000年の最終戦であったヤクルト戦で一軍初登板初先発。ドラフト制以降、巨人の高卒ルーキーの先発デビューは34年ぶりだった。しかし、プロの洗礼を受けて3回3失点で敗戦投手となった。
2001年はオープン戦で好投し、1987年の桑田真澄以来となる10代投手での開幕一軍入りを果たし、中継ぎ要員として一軍に帯同し、開幕から13イニング無失点を記録する。岡島秀樹に代わり抑えを務めることもあった。4月3日のヤクルト戦では、6回から登板して4回を無失点に抑え初セーブを記録。巨人の10代投手のセーブは球団史上初。最終的に防御率4.02と安定感を欠いたものの46試合に登板して7勝8敗6セーブを挙げた。順風満帆と言えるシーズンであったが、この年の夏頃から肩を痛めていた。
2002年は球速が落ち気味で、フォークに頼る投球スタイルとなったが、中継ぎとして47試合に登板し、防御率3.16と安定感のある投球を見せ、チームのリーグ優勝と日本一に貢献。引退後の雑誌のインタビューで「ボールは走っていなかったが、相手打者が前年のタイミングで打ってくるから抑えられた」と話している。
2003年からは前述の肩の痛みが悪化し、低迷。この年は9試合しか登板できず、防御率も2桁になってしまった。
2004年も故障の影響で4試合の登板に終わった。
2005年は開幕からチームが低迷するものの故障続きで4試合しか登板できなかった。シーズン終了後に戦力外通告を受け、トライアウトを受験したが獲得球団はなく、24歳で現役を引退。

### 引退後

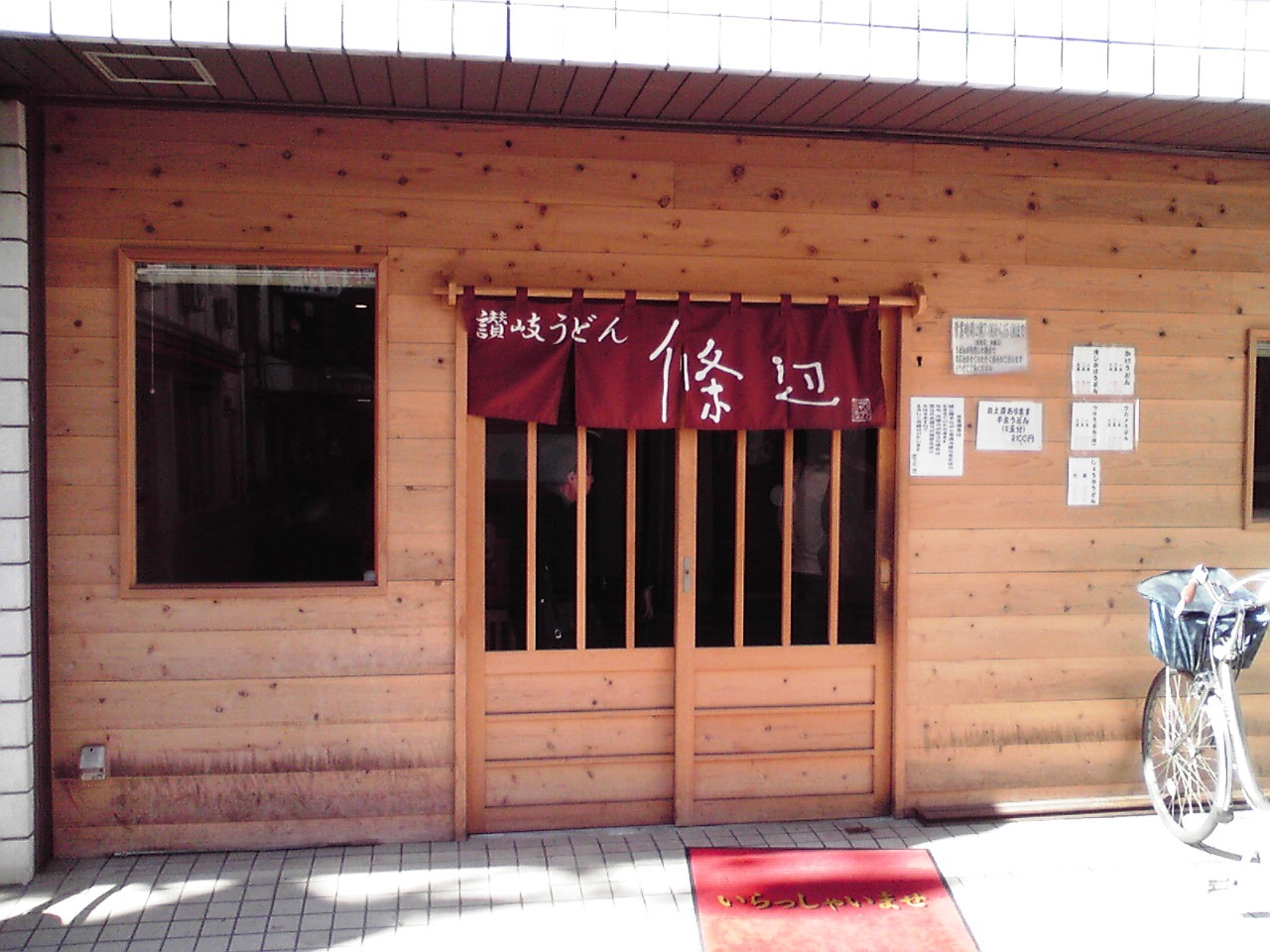
讃岐うどん條辺
（2020年11月現在、暖簾の文字は「條辺」から「じょうべ」に変わっている）

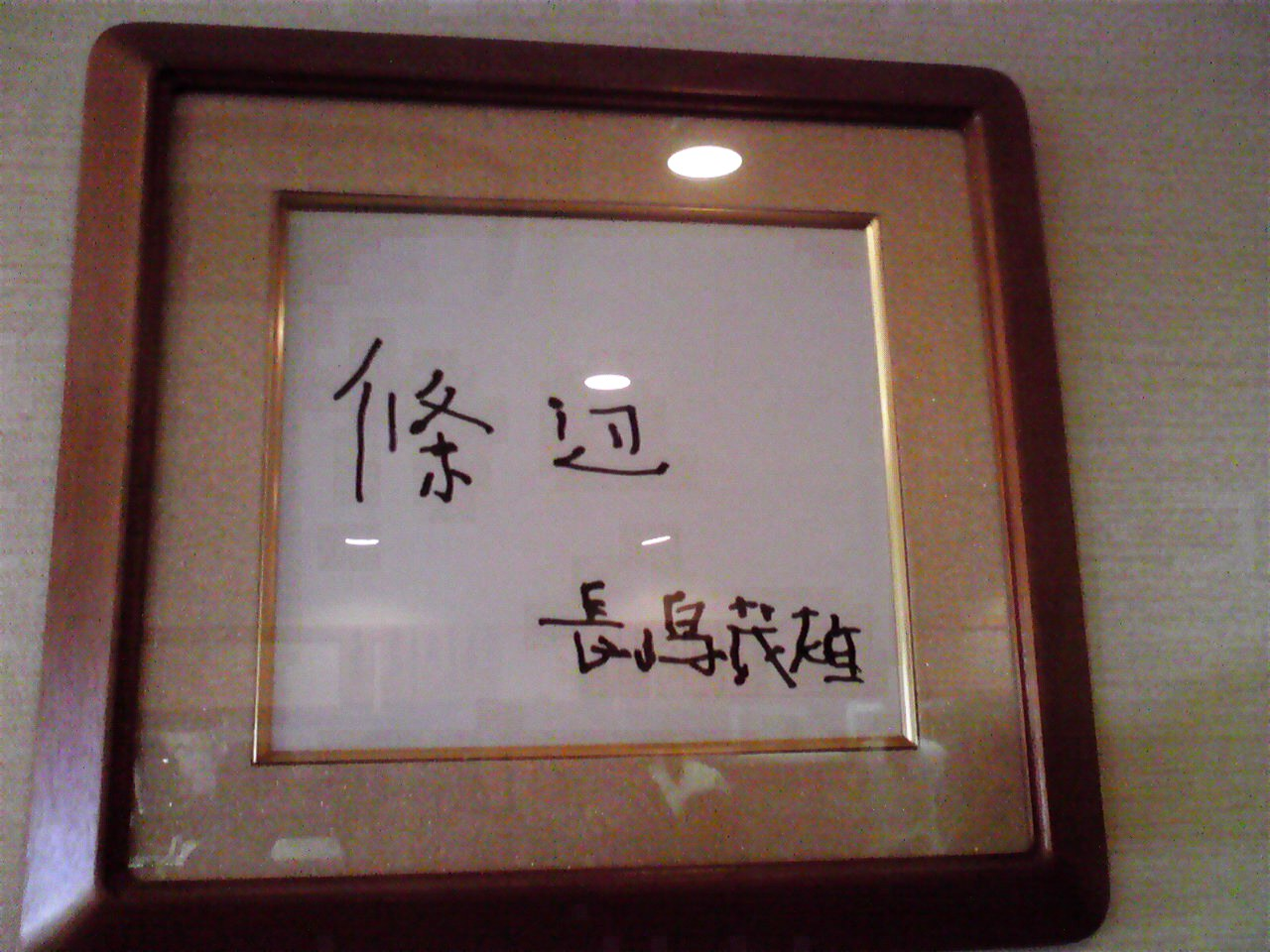
讃岐うどん條辺の店内にある長嶋茂雄のサイン
（2020年11月現在、筆者は同じ長嶋だが、色紙は「條辺」から「じょうべ」のバージョンに変わっている）

引退後、同郷の先輩の水野雄仁から「宮崎県内にあるうどん店（製めん工場）で働いてみないか」と声を掛けられたのがきっかけで飲食業の世界に入る。飲食業に興味を持っていたこともあり2006年2月に宮崎へ行き、そこでうどん作りの魅力を感じて独立開業という目標を持つ。その後「うどん店経営のノウハウを学びたい」と、讃岐うどんの本場の香川県で修行先を探し、高松市で創業60年と伝統のあるうどん屋「うどんのなかにし」で当時未入籍だった夫人と1年半の間修行した。
2007年に正式に結婚（2008年11月に第一子となる男児が誕生している）。同年6月5日の『たまッチ!』、9月13日の『波瀾万丈ドキュメント 俺たちはプロ野球選手だった』、9月27日の『ズームイン!!SUPER』で修行中の様子が放送された。
2008年4月14日、夫人の実家が近い埼玉県ふじみ野市の東武東上線・上福岡駅近くにうどん店「讃岐うどん 條辺」を開店。暖簾に描かれた「條辺」「じょうべ」の文字は巨人時代の監督だった長嶋茂雄が左手で書いた色紙の文字を染め抜いたもの。開店当初は漢字、2019年の開店11周年からはひらがなの暖簾を使用している。店舗オープン後は、各メディアから店主としても取材を受けている。

## 詳細情報

### 年度別投手成績
| 年 度     | 球 団     | 登 板 | 先 発 | 完 投 | 完 封 | 無 四 球 | 勝 利 | 敗 戦 | セ 丨 ブ | ホ 丨 ル ド | 勝 率 | 打 者 | 投 球 回 | 被 安 打 | 被 本 塁 打 | 与 四 球 | 敬 遠 | 与 死 球 | 奪 三 振 | 暴 投 | ボ 丨 ク | 失 点 | 自 責 点 | 防 御 率 | W H I P |
| --------- | --------- | ----- | ----- | ----- | ----- | -------- | ----- | ----- | -------- | ----------- | ----- | ----- | -------- | -------- | ----------- | -------- | ----- | -------- | -------- | ----- | -------- | ----- | -------- | -------- | ------- |
| 2000      | 巨人      | 1     | 1     | 0     | 0     | 0        | 0     | 1     | 0        | --          | .000  | 16    | 3.0      | 6        | 1           | 2        | 0     | 0        | 2        | 0     | 0        | 3     | 3        | 9.00     | 2.67    |
| 2001      | 巨人      | 46    | 0     | 0     | 0     | 0        | 7     | 8     | 6        | --          | .467  | 295   | 65.0     | 64       | 8           | 42       | 12    | 1        | 48       | 4     | 0        | 36    | 29       | 4.02     | 1.63    |
| 2002      | 巨人      | 47    | 0     | 0     | 0     | 0        | 2     | 3     | 0        | --          | .400  | 157   | 37.0     | 34       | 4           | 20       | 3     | 0        | 40       | 0     | 0        | 16    | 13       | 3.16     | 1.46    |
| 2003      | 巨人      | 9     | 0     | 0     | 0     | 0        | 0     | 0     | 0        | --          | .000  | 53    | 10.2     | 14       | 2           | 7        | 1     | 0        | 14       | 1     | 0        | 12    | 12       | 10.13    | 1.97    |
| 2004      | 巨人      | 4     | 0     | 0     | 0     | 0        | 0     | 0     | 0        | --          | .000  | 20    | 4.2      | 6        | 2           | 1        | 0     | 0        | 8        | 1     | 0        | 3     | 3        | 5.79     | 1.50    |
| 2005      | 巨人      | 4     | 0     | 0     | 0     | 0        | 0     | 1     | 0        | 0           | .000  | 24    | 5.1      | 7        | 2           | 0        | 0     | 1        | 1        | 1     | 0        | 4     | 4        | 6.75     | 1.31    |
| 通算：6年 | 通算：6年 | 111   | 1     | 0     | 0     | 0        | 9     | 13    | 6        | 0           | .409  | 565   | 125.2    | 131      | 19          | 72       | 16    | 2        | 113      | 7     | 0        | 74    | 64       | 4.58     | 1.62    |

### 記録
- 初登板・初先発：2000年9月29日、対ヤクルトスワローズ27回戦（明治神宮野球場）、3回3失点で敗戦投手
- 初奪三振：同上、1回裏に古田敦也から空振り三振
- 初セーブ：2001年4月3日、対ヤクルトスワローズ1回戦（明治神宮野球場）、6回裏に2番手で救援登板・完了、4回無失点
- 初勝利：2001年4月13日、対横浜ベイスターズ1回戦（東京ドーム）、10回表に3番手で救援登板・完了、1回無失点

### 背番号
- 96 （2000年）
- 57 （2001年 - 2005年）

## 関連情報

### 関連書籍
- 『道を拓く：元プロ野球選手の転職』（長谷川晶一著、扶桑社、2024年10月、ISBN 9784594099077）